# Лонлавиль
Лонлави́ль (фр. Longlaville, люкс. Longsduerf) — коммуна во французском департаменте Мёрт и Мозель, региона Лотарингия. Относится к кантону Эрсеранж.

## География
Лонлавиль расположен в 55 км к северо-западу от Меца на границе с Люксембургом и Бельгией. Соседние коммуны: Обанж на севере (в Бельгии), Роданж и Ламадлен на северо-востоке (в Люксембурге), Сольн на востоке, Эрсеранж на юге, Лонгви на юго-западе, Мон-Сен-Мартен на северо-западе.

## Демография
Население коммуны на 2010 год составляло 2450 человек.
| 1962 | 1968 | 1975 | 1982 | 1990 | 1999 | 2010 |
| ---- | ---- | ---- | ---- | ---- | ---- | ---- |
| 3653 | 3355 | 2943 | 2625 | 2305 | 2377 | 2450 |